# 大頭麗脂鯉
大頭麗脂鯉（学名：Astyanax superbus）為輻鰭魚綱脂鯉目脂鯉亞目脂鯉科的其中一個種，為熱帶淡水魚，分布於南美洲Portuguesa河流域，體長可達6.3公分，棲息在底中層水域，生活習性不明。
其种加词“superbus”意为“华丽的”。